# Vodní nádrž Les Království
Les Království je údolní přehradní nádrž na řece Labi vystavěná v roce 1920. Leží u samoty Těšnov v katastrálním území Bílá Třemešná a Nemojov v okrese Trutnov v Královéhradeckém kraji, 4 km proti proudu od města Dvůr Králové nad Labem, v úzkém údolí, jež prochází Kocléřovským hřbetem. Na levém břehu ji lemuje rozsáhlý lesní komplex Les Království, zbytek starého hraničního hvozdu, po němž získala přehrada své jméno.
Přehrada je v českých poměrech neobvyklá svým vysoce estetickým stavebním provedením. V současnosti je díky své jedinečnosti vyhledávaným cílem turistů.
Od 18. dubna 1964 je přehrada i s elektrárnou zapsána jako nemovitá kulturní památka, od 1. července 2010 je národní kulturní památkou.

## Historie

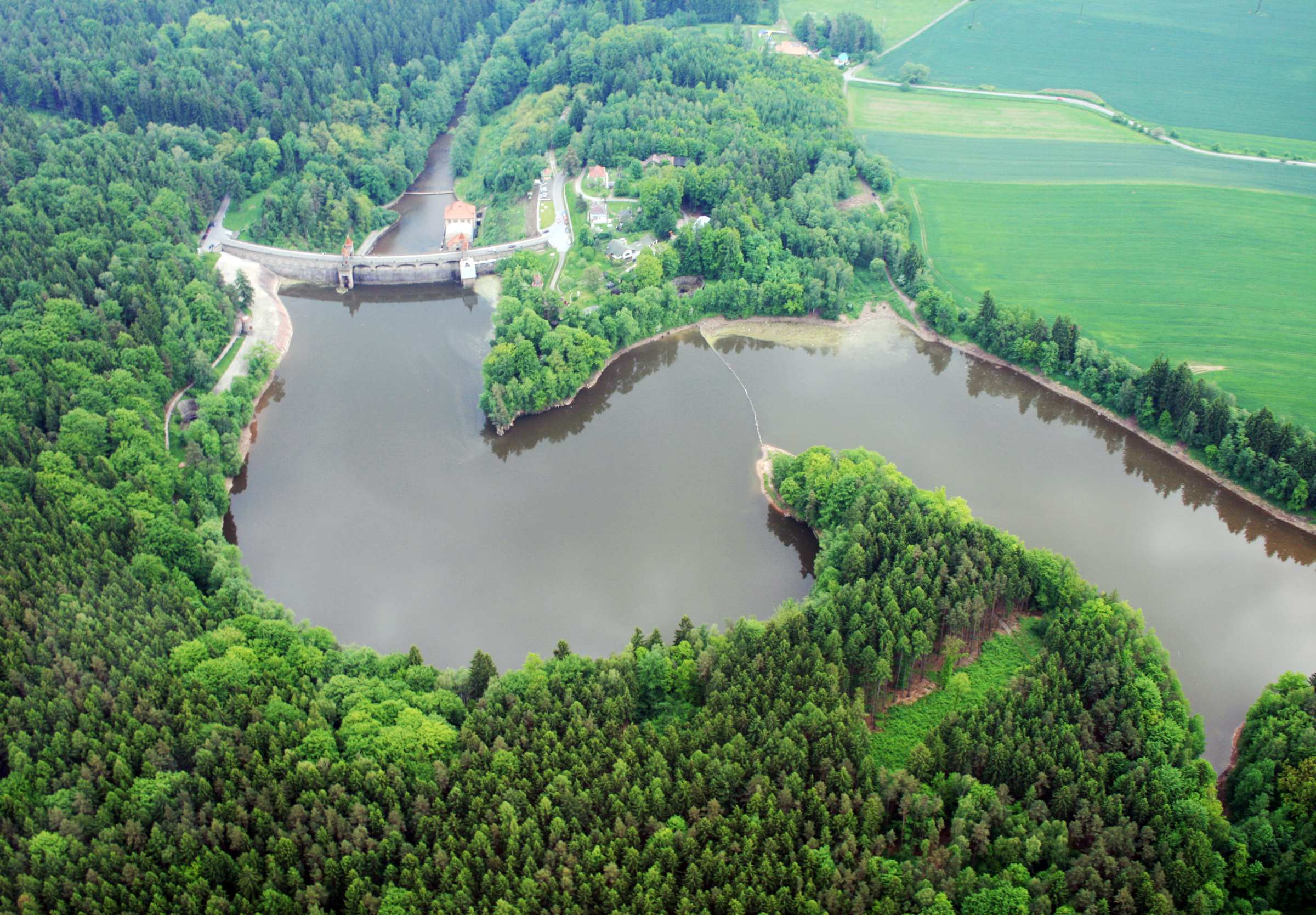
Letecký pohled na nádrž

Po ničivé povodni z roku 1897, která zasáhla údolí Labe až po Pardubice, bylo rozhodnuto o výstavbě dvou vodních děl, jež by přívalové vody zadržely – přehrad Labská (u Špindlerova Mlýna) a Tešnovská (dnešní přehrada Les Království). Podklady pro stavební projekt začalo roku 1903 připravovat Technické oddělení pro úpravu řek v Praze, vedené stavebním radou Ing. Josefem Plickou. Stavba proběhla v letech 1910–1920 (zdržení způsobila první světová válka). Stavební část provedla firma J. V. Velflík a strojní zařízení dodala firma Fanta a Jireš (obě společnosti rovněž z Prahy). Náklady na stavbu přehrady činily 4,7 milionu rakouských korun. Po dokončení výstavby šlo o největší vodní nádrž v tehdejší Československé republice. V roce 2019 oslavila přehrada 100 let od výstavby. V rámci oslav byla v bývalém domku hrázného zpřístupněna expozice popisující historii vodního díla.

## Technické parametry
Hráz je gravitační oblouková, zděná z královédvorského pískovce. Šířka hráze v základu je 37 metrů a v koruně 7,2 m. Délka hráze v koruně je 218 metrů. Maximální výška hráze je 41,1 m, hloubka u hráze je asi 28 metrů. Nádrž je při zásobním objemu dlouhá 5,1 km a maximální zatopená plocha činí 85 hektarů (v běžném provozu 58,6 ha). Součástí přehrady byla od roku 1923 i vodní elektrárna o výkonu 2×600 kW. V roce 2005 byly vyměněny turbíny, nový výkon 2120 kW. Po koruně hráze vede silnice místního významu.

## Stavební provedení
Celý soubor staveb je pojednán v romantizujícím, pseudogotickém duchu. Samotná koruna hráze je doplněna dvěma branami s ozdobnými věžičkami. Domek hrázného, stojící opodál na pravém břehu, připomíná malý kamenný hrad s dominantní věží s cimbuřím.

## Varianty názvu
Nádrž může být uváděna pod jmény Les Království, Tešnovská (Těšnovská),  Bílá Třemešná nebo jako místní pojmenování Zvičina (dle stejnojmenného nedalekého vrcholu).

## Fotogalerie hráze

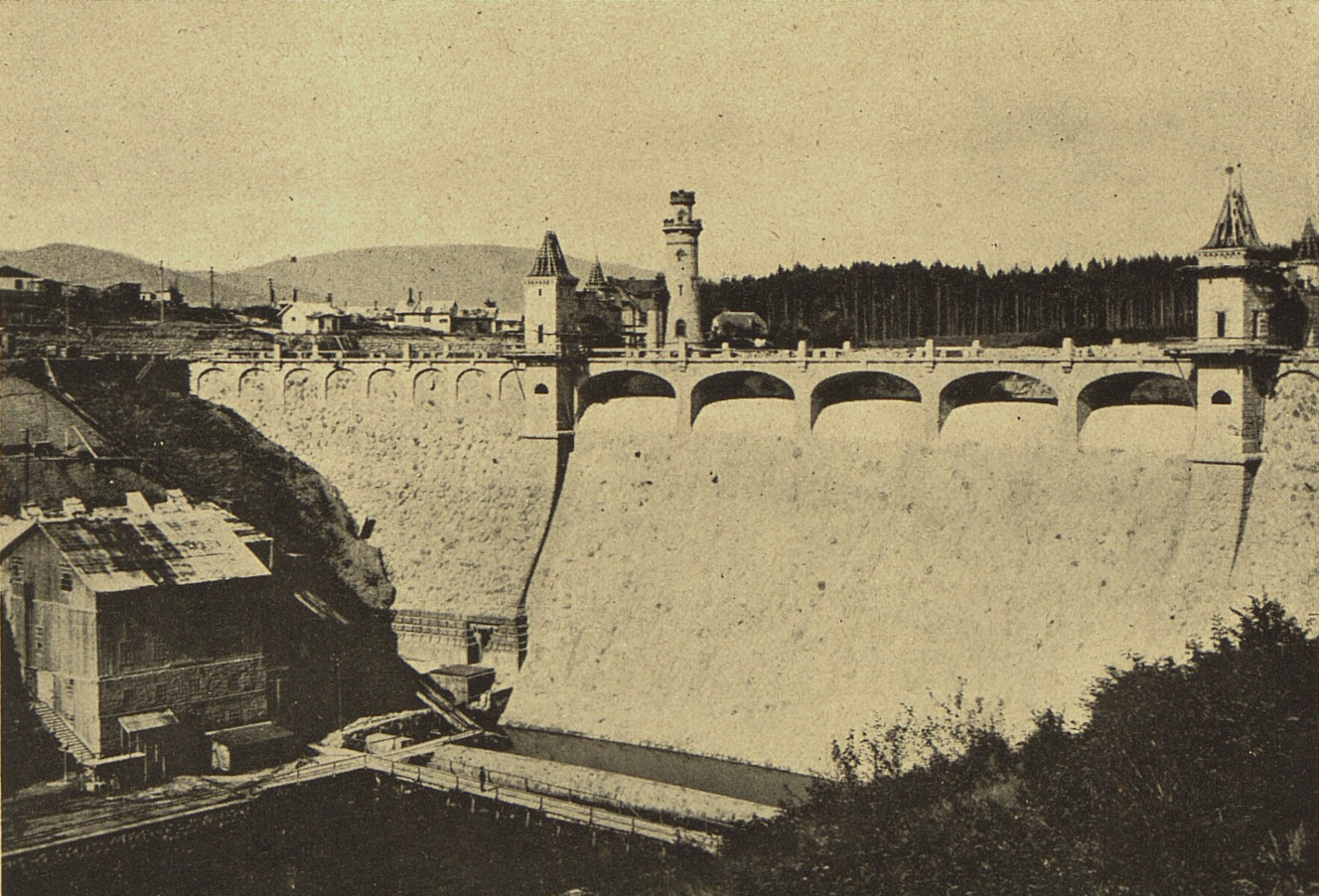
Vodní nádrž Les Království (1916)
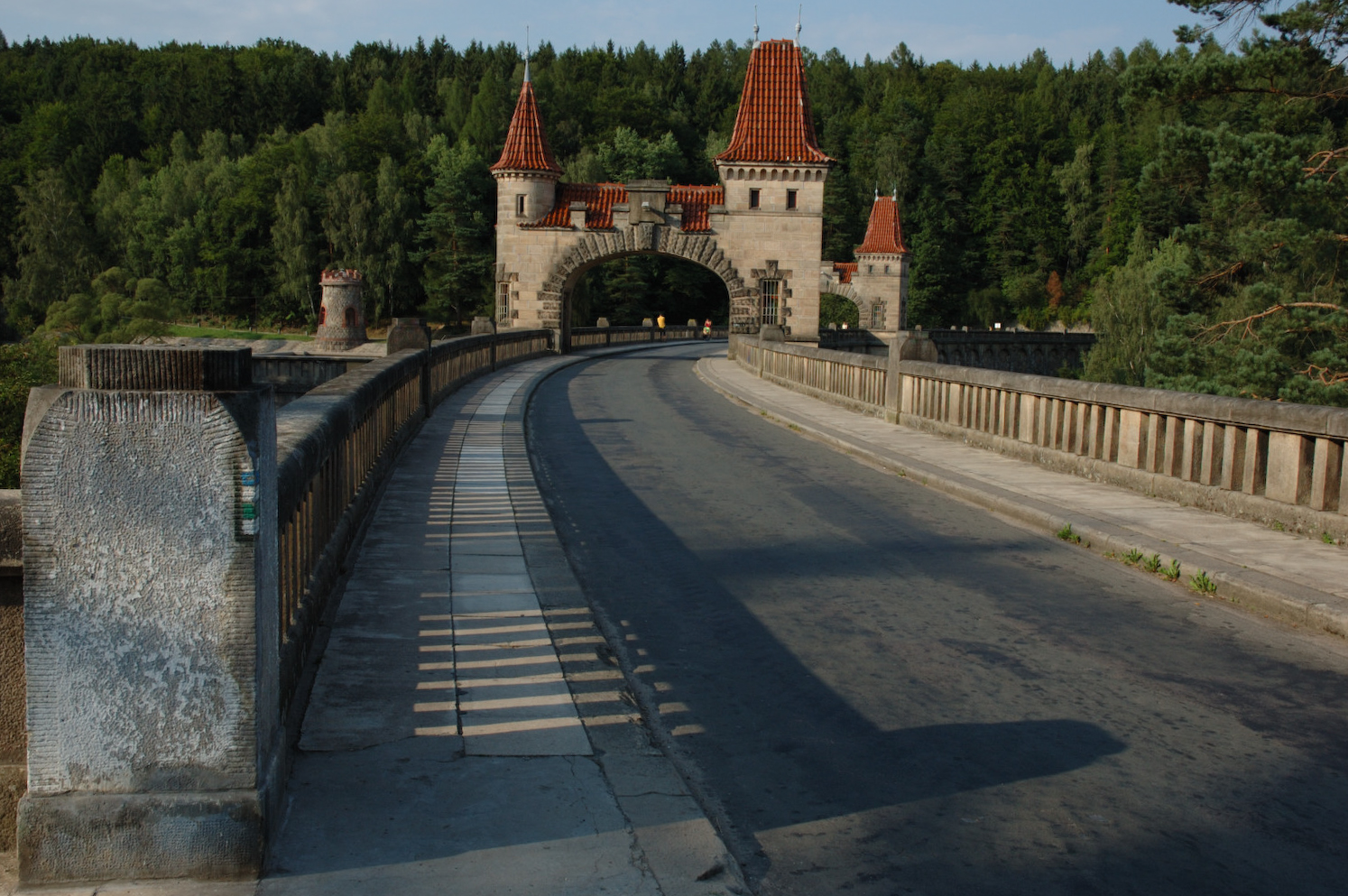
Koruna hráze
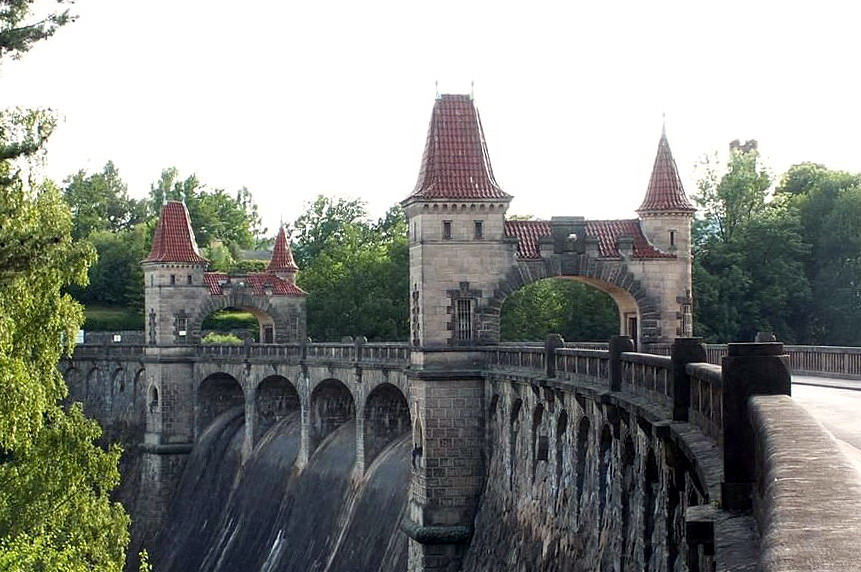
Hráz přehrady
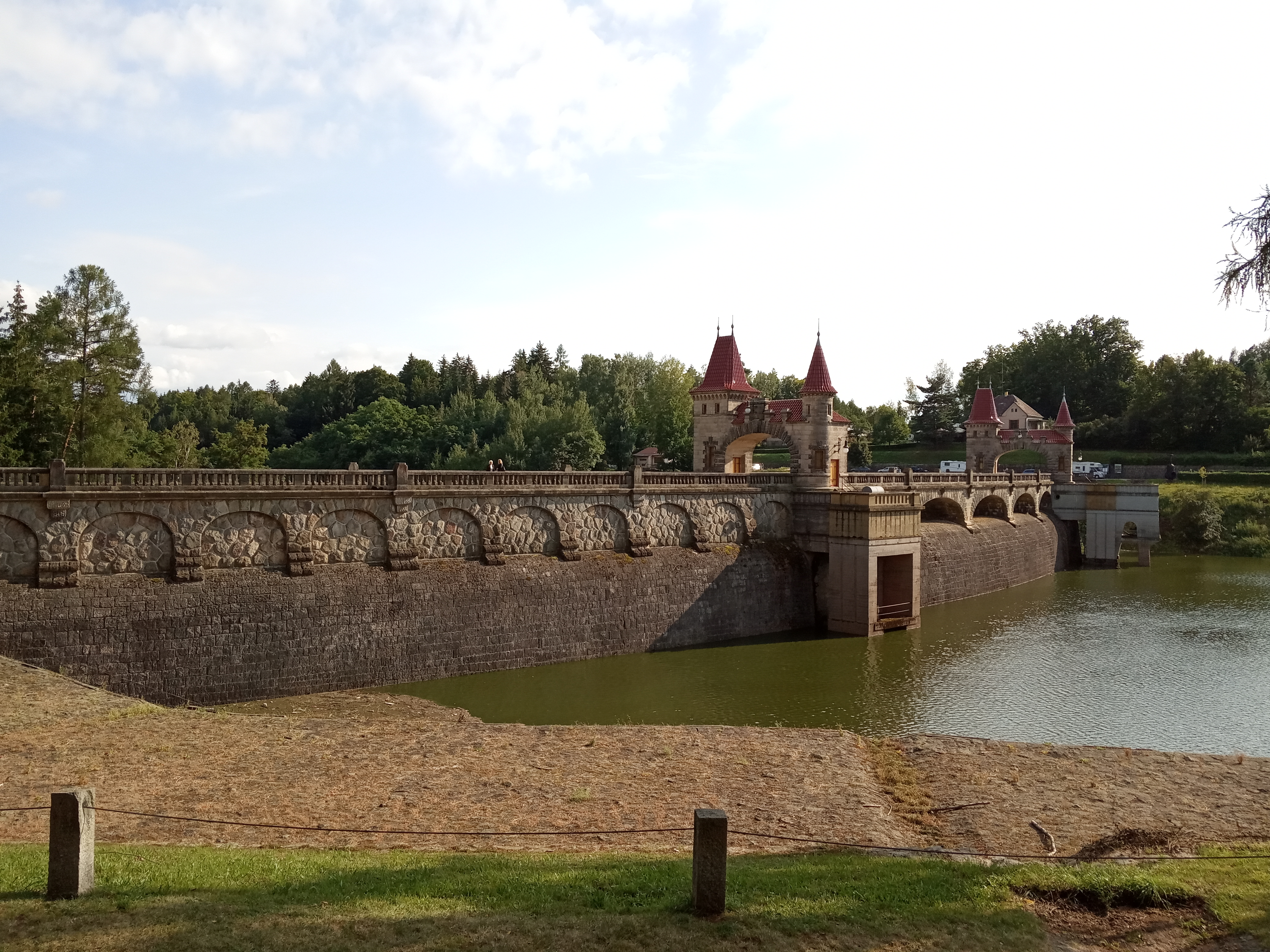
Hráz od severu
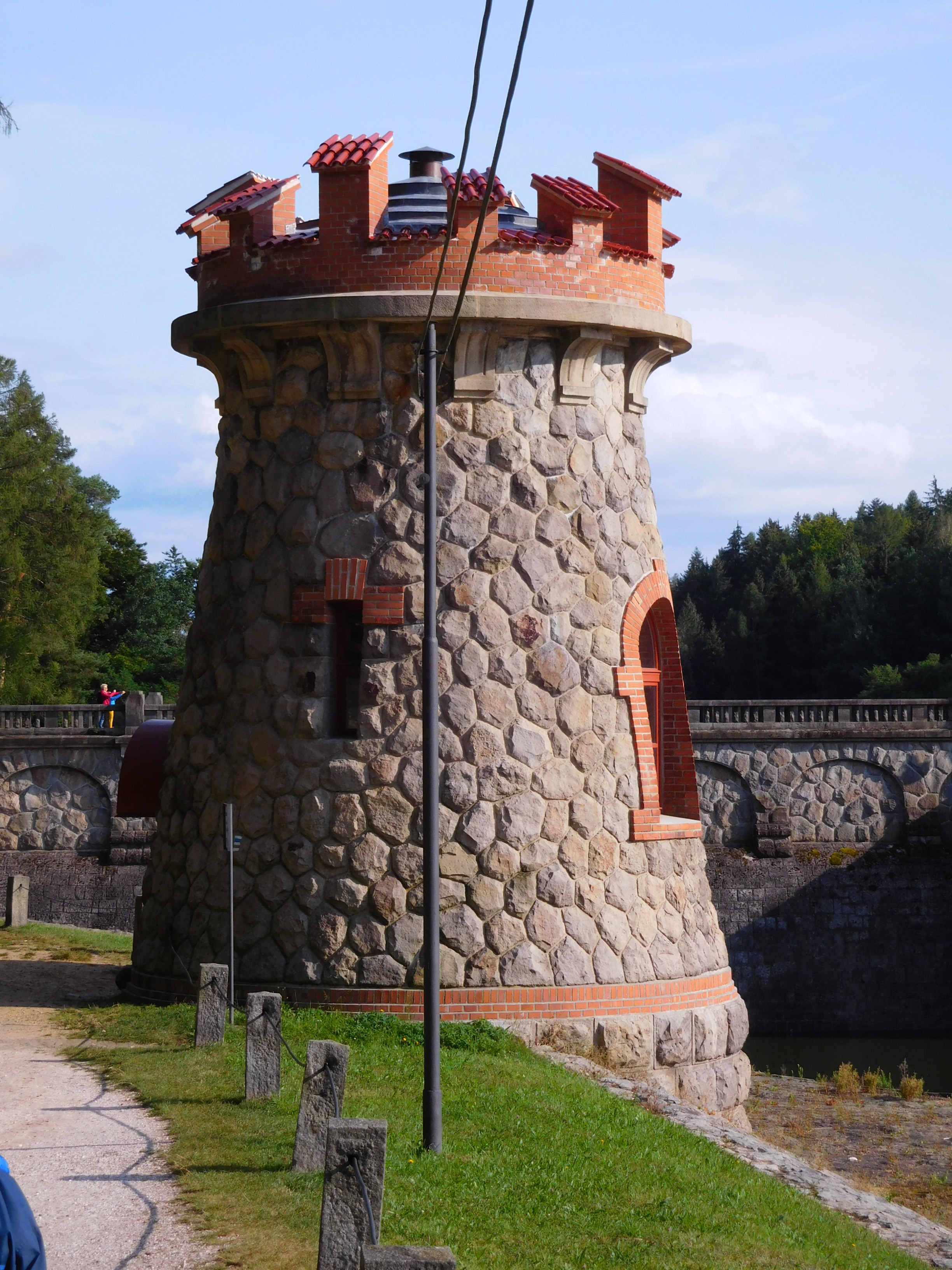
Levá věž
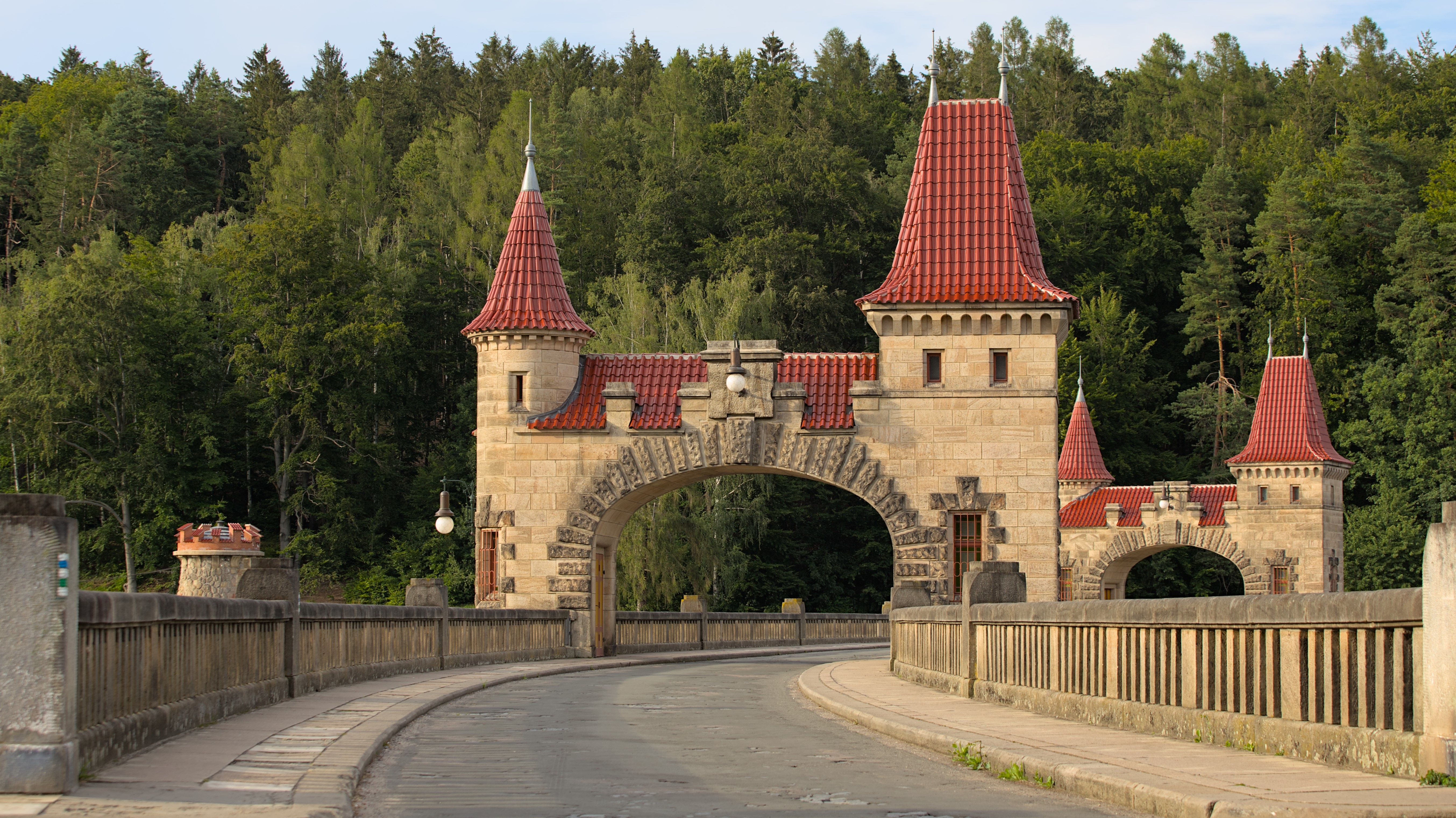
Koruna hráze